# مارتن هودج
مارتن هودج (بالإنجليزية: Martin Hodge)‏ (4 فبراير 1959 في المملكة المتحدة - ) هو لاعب كرة قدم بريطاني في مركز حراسة المرمى. لعب مع أولدهام أثلتيك وبريستون نورث إيند وشيفيلد وينزداي وليستر سيتي ونادي إيفرتون ونادي بليموث أرجايل ونادي روتشديل ونادي غيلينغهام ونادي هارتلبول يونايتد.

## وصلات خارجية
- مارتن هودج على موقع قاعدة بيانات كرة القدم.إي يو (الإنجليزية)